# Pero de Anaia
Pêro de Anaia ou Pêro de Anhaia(14?? - Sofala, Março de 1506) foi um navegador português e o primeiro capitão-mor de Sofala, Moçambique.
Segundo o cronista João de Barros, Pêro de Anaia era filho do nobre castelhano Diego de Anaya, que lutou na guerra civil castelhana da década de 1470 pelo partido de Beltraneja, ao lado do rei Afonso V de Portugal. . 
Partindo de Lisboa em 1505, com seis naus, edificou a primitiva defesa de Sofala, em Moçambique, a primeira fortificação europeia na África Oriental, da qual foi o primeiro capitão. Logo após o início da sua construção, com uma guarnição reduzida, essa defesa resistiu a um ataque dos nativos.